# 19619 Bethbell
19619 Bethbell è un asteroide della fascia principale. Scoperto nel 1999, presenta un'orbita caratterizzata da un semiasse maggiore pari a 2,3975204 UA e da un'eccentricità di 0,1070962, inclinata di 7,18116° rispetto all'eclittica.